# Samir Abbar
Samir Abbar (Mekla, 7 augustus 1982) is een Algerijns voetballer. Hij speelt sinds 2005 bij US Créteil-Lusitanos, waar hij verdediger is. Abbar speelde in totaal 52 wedstrijden.